# Ляшук, Даниил Александрович
Дании́л Алекса́ндрович Ляшу́к (также известный как Моджахе́д или Deni Vendetti; 1 ноября 1995, Брест, Белоруссия — 1 апреля 2023, Первомайское, Покровский район, Донецкая область, Украина) — украинский военный, участник российско-украинской войны. Входил в «батальон Торнадо». Основатель и командир боевой группы Vendetta, сторонник праворадикальных взглядов.

## Биография
Родился 1 ноября 1995 года в Бресте. В 2011 году вошёл в группировку футбольных фанатов под названием «No comments», что поддерживало местное «Динамо» не только в секторах на стадионе, но и в массовых драках за его пределами. В 2012 году начал записывать рэп и стал известным не только в фанатских кругах.
В 2013 году переехал в город Севастополь. Получил образование в Севастопольском национальном техническом университете по специальности моряка.
Во время оккупации Крыма Российской Федерацией стал членом антироссийского сопротивления, за свою проукраинскую позицию был объявлен в розыск российскими оккупационными органами, в связи с чем инкогнито покинул территорию АРК. В конце 2014 года по протекции бойца роты особого назначения «Торнадо» и своего товарища, с которым познакомился во Львове на одном из ультраправых концертов, в котором участвовал, попал в роту.
В сентябре 2015 года Даниил был задержан в рамках расследования уголовного дела против батальона «Торнадо». Ляшук был обвинён в ряде тяжких преступлений, включая пытки и изнасилование похищенных людей на Луганщине. По версии следствия, в течение 13 марта—2 апреля 2015 года Ляшук принимал участие в похищении 10 человек и пытках этих людей. До задержания Ляшук скрывался от следствия около двух месяцев. Он отвергал обвинения, а в интервью подчёркивал, что не знал об уголовных мотивах Руслана Онищенко, бывшего командира батальона «Торнадо», и его возможных заработках на контрабанде.
7 апреля 2017 года Ляшук был приговорён к 10 годам лишения свободы. Приговор был оставлен в силе в апелляции и Верховным Судом Украины.
В июне 2021 года Ляшук был освобождён по закону Савченко, по которому день в СИЗО засчитывался за два дня тюрьмы.
С началом полномасштабного вторжения России на Украину вернулся на фронт, как доброволец защищал Киев и Харьков. В июле 2022 года вступил в ряды Вооружённый сил Украины, воевал в Херсонской и Харьковской областях. Был дважды ранен, после операций и реабилитации вернулся в строй. Погиб 1 апреля 2023 года в боях на Донбассе. Вскоре был похоронен, место захоронения публично не называлось.
Президент Украины Владимир Зеленский посмертно наградил Даниила Ляшука орденом «За мужество» III степени.

## Взгляды
Имел праворадикальные взгляды, носил татуировку в виде свастики на левом бицепсе. В 2014 году выступал на вечеринке «White side».
Главный военный прокурор Украины Анатолий Матиос утверждал, что Ляшук мусульманин и «исповедует ценности экстремистской организации ИГ».
В 2016 году, во время пребывания в СИЗО, Ляшук отрицал Холокост.
В 2017 году, по информации замминистра юстиции Украины Юрия Маслака, Ляшук устно признался, что вывесил нацистский флаг из окна камеры в СИЗО.